# دان لارسون
دان لارسون (بالسويدية: Dan Larsson)‏ هو سباح سويدي، ولد في 14 أغسطس 1958.

## وصلات خارجية
- دان لارسون على موقع الاتحاد الدولي للسباحة (الإنجليزية)
- دان لارسون على موقع أوليمبيديا (الإنجليزية)
- دان لارسون على موقع اللجنة الأولمبية السويدية (السويدية)